# 名古屋市中区栄スナックバー経営者殺害事件
名古屋市中区栄スナックバー経営者殺害事件（なごやしなかくさかえ スナックバーけいえいしゃ さつがいじけん）とは、2002年（平成14年）3月14日未明に愛知県名古屋市中区栄4丁目で発生した強盗殺人事件。
雑居ビル3階にあったスナックバーで店主女性（事件当時61歳）が殺人前科のある男（犯行当時52歳）に殺害され金品を奪われた。

## 元死刑囚B
本事件加害者の元死刑囚B（本犯行当時52歳）は、1950年（昭和25年）3月12日、長野県須坂市内の青果店（小学生時代に廃業）を営んでいた実家で、3人兄弟の次男として生まれた。
2013年（平成25年）2月21日、死刑囚Bは法務省（法務大臣：谷垣禎一）の死刑執行命令により収監先・名古屋拘置所で死刑を執行された（62歳没）。

### 生い立ち
幼少期のBはよく笑い、よく笑わせる快活な少年だったが、寿司屋に偽の出前を頼んだり、開くあてのない数十人の宴会を予約するなどのいたずらっ子だったという。
Bの実兄曰く、「自分を大きく見せようとでたらめ言って、収拾がつかなくなる」性格だったというBは、落語家の柳家金語楼に由来した「きんごろー」というあだ名で呼ばれていた。
Bは中学卒業後に実家を離れ、住まいや職を転々とし、20歳代半ばからは食い逃げ・窃盗で、刑務所に出たり入ったりの生活が続くようになっていた。
陸上自衛隊在勤中の1974年（昭和49年）、Bは寸借詐欺・同僚の財布窃盗などで懲戒免職になるとともに、その詐欺・窃盗の罪で懲役2年・執行猶予3年の刑に処された。
その執行猶予期間中、Bは商品詐欺などの詐欺5件・窃盗2件、そしてその確定判決前の余罪に当たる詐欺罪で、1975年（昭和50年）2月に懲役8月＋懲役2月の判決を受け、先の執行猶予も取り消されたために併せて刑務所に服役した。
Bは1977年（昭和52年）4月に仮出所した後も、その仮出所中に建造物侵入・窃盗罪を犯し、1977年7月に懲役10月に処されたが、その刑の執行終了後に犯した窃盗8件と・詐欺6件により常習累犯窃盗罪などに問われ、1980年（昭和55年）3月には懲役3年に処された。そして後者の刑の仮出所中に、後の殺人前科に至るまでには無銭飲食・宿泊などの詐欺4件を犯していた。

### 殺人前科
本事件の19年前となる1983年（昭和58年）2月5日、当時32歳だったBは長野県諏訪市内で、人生で最初の殺人事件を起こした。
Bは同事件3日前から、諏訪市湖岸通りの旅館で、1人で宿泊していた。現場旅館は日本国有鉄道（現・JR東日本）中央本線・上諏訪駅西口付近にあり、諏訪湖畔から徒歩5分の立地だった。諏訪湖畔では同日、「御神渡り」の具合を見て、八剱神社の神官が一年の吉凶を占う神事「御渡り神事」が執り行われていたが、Bはその神事を見に来た観光客ではなく、所持金が尽きて東京都内で無銭飲食を繰り返しており、刑務所内で知り合った暴力団組員を頼って諏訪市付近に来ていたのだが、その組員からの仕事の口利きを受けられず、金に困った末の犯行だった。
Bは同日昼過ぎ、旅館2階の居間でテレビを見ていたが、「テレビの映りが悪い」と旅館の女将（事件当時64歳）に申し出ると、「文句は代金を払ってから言って」と返されたために逆上し、口論になった末に、女将を突き倒した。
女将は近くにあった靴べらを振り回して抵抗したが、Bは抵抗をかわして背後に回り、女将の首に手をかけ、首を絞めた。やがて女将はぐったりしたが、Bは電気こたつのコードで首を二重に絞め直し、女将を殺害した後、遺体を押し入れに押し込んで隠匿・遺棄した上で、帳場から現金2万円と預金通帳を盗んで逃走した。
この事件は1983年2月9日、女将の養子から長野県警察諏訪警察署に「継母が行方不明になった」と届け出があったため、旅館内を捜索した諏訪署員が遺体を発見したことで発覚した。事件発生当時から犯人は宿泊客の可能性が高いとみられていた。
この事件から2週間後の1983年2月19日、所持金がわずか39円しかなかったBは、東京都台東区浅草の喫茶店にいたところを、諏訪署の捜査員に詐欺（無銭飲食）容疑で逮捕された。
その後、諏訪署に連行された被疑者Bは翌1983年2月20日、女将の殺害について「自分がやった」と容疑を認めたため、同日に殺人・死体遺棄容疑で逮捕された。
1983年10月28日、被告人Bは殺人・窃盗罪などで、長野地方裁判所から懲役15年（求刑懲役20年）の判決を受け、岐阜刑務所に服役した。
判決後の接見で、Bは国選弁護人から「刑務所で悪知恵を付けるんじゃないぞ。出てきて街で会ったら声を掛けてこい」と語りかけられた。
事件を知ったBの母は、被害者の女将の冥福を祈るために四国八十八箇所を遍路し、月に1度、獄中の息子へ送った手紙には改心を願う母心をつづった。

### 岐阜刑務所出所後
初めは強い反省の念の下に刑務所生活を送っていた受刑者Bだったが、長期の服役生活を送る次第にその反省の念も薄れていったという。
1998年（平成10年）4月、Bは岐阜刑務所を仮出所したが、その3か月後の1998年7月22日には『中日新聞』岐阜総局への電話で、自らを「信用調査会社社員だ」と売り込み、「2年前（1996年、当時Bは服役中）の御嵩町長襲撃事件の情報を提供したい」として、同紙の岐阜県警担当記者を岐阜駅付近の居酒屋に呼びつけた。
記者に延々と噂に毛の生えた程度の話をした後、Bは「電車賃を出してくれ」「情報料は3000円だ」などと、執拗に金の無心をした。
後日、記者は旅行会社から身に覚えのないヨーロッパ旅行の代金約70万円を請求されたため、旅行を申し込んだ者を調べると、金の無心をしてもらえなかったことを逆恨みして名刺を悪用したBの犯行であることが判明した。
仮出所の直後、Bは故郷・長野県の母宛ての手紙に「愛知県豊橋市の保護司に世話になり仕事をしている」と綴っており、実際にこの頃は豊橋市に本籍地を移していたが、その住所は保護司ではなく暴力団組員の居宅で、まともに仕事を続けた形跡もなかった。
Bは岐阜刑務所を仮出所してからわずか1年半後の、1999年（平成11年）9月14日午後10時頃、名古屋市中区のスナックバーで、大手ゼネコンの社名と「海外建設部次長・山本力」という架空の名前を印刷した名刺を使って、同店の女性経営者を信用させ、この女性がトイレに立った隙に、店のカウンター内から現金2万円入りのバッグを盗んだ。当時、Bは大手ゼネコン2社の社名入りの、部長・次長と名乗る偽の名刺3種類を、架空の電話番号・住所を入れて勝手に作っており、1999年5月以降は名古屋市内の飲食店などで同様の手口による約30件・被害総額約100万円の被害届が提出されていた。
Bは1999年10月6日、同事件の窃盗容疑で愛知県警察中警察署に逮捕された。また、この事件の他にもBは「中部国際空港（セントレア）建設のためチリから帰国し、自宅を新築した」などと偽り、同市内の家具店に700万円分の家具・和菓子店に500個の「内祝い」まんじゅうなどを、偽の名刺を使って予約注文していた。
この2件はいずれも、店側がゼネコン2社に電話確認したことで詐欺であることが判明し、実害は発生しなかったが、ゼネコンには同様の問い合わせが約100件あったことから、中署は2社の信用を傷つけた信用毀損罪・業務妨害罪でBの余罪を追及した。
被告人Bはこれらの窃盗3件・詐欺1件の事件で1999年12月、名古屋地方裁判所で懲役2年2月の実刑判決を受け、2002年1月14日、5度目の服役を終えて刑務所を出所したばかりだった。しかしその後もBは定職に就かず、サウナ・カプセルホテルを転々とし、宿泊費・食費を得るために名古屋市内のスナックなどで無銭飲食などを繰り返していた。

## 事件発生

### 現場に入るまで
Bは本事件前の2002年2月8日午後9時頃から2002年3月5日午後10時30分頃までの間、前後9回にわたり、名古屋市中区内のスナックバーなど計8か所で無銭飲食をし、店主らの隙を突いては売上金などを盗んで逃げるなどし、ビール22本ほか26点の飲食物（代金合計7万1300円相当）・席料・カラオケ使用などの利便（合計1万9000円相当）を騙し取った。
これに加え、2002年2月8日頃から2002年3月6日頃までの間の前後9回にわたり、前述のスナックなど計8か所で現金計約35万2300円・かばん5個ほか約159点（時価合計約16万650円相当）を窃取した。
刑務所を出所してから2か月後の2002年3月12日、Bは52歳の誕生日を迎えたが、翌2002年3月13日にはいつものように所持金が尽き、夜の繁華街をぶらついていた。そのため、これまでのように客を装い名古屋市東区内の居酒屋に入ったが、売上金などを盗む隙を見い出せなかったため、結局は飲食代金を支払わないまま逃走するに止まった。
そこでBは、「さらに別の飲食店に入って売上金などを盗もう」と考え、ホテル・携帯電話販売店に立ち寄り、飲食店主らを信用させるための小道具にする名刺・サンプルの携帯電話を手に入れた上、適当な飲食店を物色していた。その上で「人が少ないところがいい」と考えたBは、名古屋市中区栄4丁目の、雑居ビル3階に位置する現場スナックバーに来店した。
現場ビルは「女子大小路」「栄ウォーク街」と呼ばれる名古屋市中心部繁華街の一角に位置する地下1階・地上5階建てのビルで、約10軒の飲食店・スナックが入居していた。

### 店内で凶行
このスナックバーの店主は当時61歳の被害者女性で、Bが入店したのは閉店時間（午前0時）直前の午後11時だった。Bが現場スナックを見掛けて店内を覗くと、客はおらず被害者1人がボックス席に座っていた。Bが被害者に営業時間を尋ねると、「12時まで」という答えが返ってきたため、Bは「隙を作らせて金を盗むには時間が足りない」と考えたため、一旦は店を出ようとした。しかし、被害者に「時間は気にしなくていい」という旨を伝えられて引き留められたことから、店内に入りカウンター席に座った。被害者女性は普段、閉店間際に一見客は入れなかったというが、当時はIT不況が尾を引く中、売り上げの落ち込みが気にかかっていたためか、一見のBを店に招き入れた。
Bは日付が変わるまで店内で飲み続け、金を盗む隙を窺っていたが、女性には全く隙がなく、Bがトイレに立ったときでさえ、ドアを半開きにしてBの動きをうかがっていたという。被害者との会話もあまり気分のよいものと感じられなかったことから、Bは翌2002年3月14日午前1時頃には、「他の飲食店を狙った方がいいのではないか」と考え始めるようになり、被害者が「一見の客なんか入れないのに」と言う回数が増えてきたことから、嫌気が差したBは「無銭飲食だけで逃げよう」と考えるに至った。
途中、Bは「タバコがなくなった」として、被害者女性にたばこを外へ買いに行くように仕向けたが、女性は軽くいなし、腰を上げなかった。Bが「仲間を迎えに行ってくる」と言い、店から逃げようと表へ出ても、後をつけてきた女性に引き戻された。
同じ階でスナックを経営する別の女性経営者は「この日の午前1時頃に自分の店を閉めて帰る際、被害者の経営する店から賑やかなカラオケの歌声が漏れ、3，4人の男性客がまだ中にいる様子だった。被害者も店内にいたと思う」と証言した。また被害者は、この女性に事件直前、「客が少なくて暇」「閉店しようか」などと漏らしており、いつもは深夜0時に閉店することがほとんどだったが、事件が起きたこの日は珍しく遅かったという。
翌2002年3月14日午前3時頃、所持金がなかったBは「被害者に嵌められた」と感じ、いらだちを募らせていたところ、トイレから出てきた被害者がBの隣りに座り、またしても「うちは本当は一見さんは入れない」と言い始めたため、Bは「鍵も掛けられちゃったしなあ」と嫌味を言った。しかし、被害者が「私は鍵なんて掛けていない」「私のこと、何とかしようと思って掛けたんじゃないでしょうね」などと答えたことを契機に、「このままでは無銭飲食で刑務所戻りになる」と恐れたBは強盗することを決意し、被害者を椅子ごと引き倒した。
床に仰向けに転倒した被害者は、「初めからおかしいと思ったんだ」などと大声で叫んで抵抗し、Bに左掌で口を押さえつけるように塞がれても、なおも暴れて抵抗した。
Bは被害者の反抗を抑圧しようと、被害者の口を塞いだまま立たせたが、左手親指・人差し指の付け根付近を思い切り噛みつかれ、その手を伸ばして引き抜くと、被害者が再び大声で叫び始めた。
そのためBは、被害者の背後からその首に左腕を回し、自身の左手首付近に右腕を十字に重ねて数分間思い切り引き、被害者の首を絞めた。被害者は初めこそ叫んで抵抗していたものの、Bが首を絞め続け、さらにそのままの体勢で被害者の体を持ち上げて約1分間経過すると、おとなしくなったので、Bは被害者を床に寝かせた。
Bが被害者の息を確認したところ、息は感じられなかったが、被害者を確実に殺害しようとしたBは、その首に店内にあったカラオケのマイクコードを二重に巻き付けた上、コードの両端を思い切り引っ張り、被害者の首を再び強く絞め付けて殺害した。
Bは被害者を殺害後、指紋を消す証拠隠滅を図るため、グラス・カウンターなど、自らの手で触れたところをおしぼりでさっと拭き取ってから店内で現金を探した。その際、カウンター内側の棚に置かれていたポシェットを見つけ、中の千円札8枚・小銭（現金計約8000円）を上着のポケットに入れた。
さらにBは、被害者がわいせつ目的の犯罪で殺されたと見せかけるため、被害者の遺体のスカートをまくり上げ、下着を途中まで引き下ろす偽装工作をした。そして、被害者殺害後に飲んだトマトジュースの空き缶とその場にあったタオルを持ち、タオルで出入口ドアの取っ手等をつかみ、指紋を残さないようにして現場スナックを出た。

### 凶行後の余罪
事件後、Bは同2002年3月14日午後8時30分頃から午後11時45分頃、名古屋市熱田区内の居酒屋でビール2本ほか7点の飲食物（代金合計5300円相当）を無銭飲食し、経営者所有の現金5万9000円・伝票9枚を窃取した。
事件翌日の2002年3月15日、Bは名古屋市熱田区内のスナックに客を装って来店し、その店の女性経営者が別の客を見送るために店外に出たのを見計らい、店内を物色したが、経営者に見つかってもみ合いになり、その直前にいったん退店した客も騒ぎに気付いて戻ってきたため、財布の入った上着を脱ぎ捨てて逃走した。
さらにBは2002年3月16日頃、名古屋市熱田区内の病院地下1階男性職員用更衣室に侵入し、男性職員1名所有の作業着1着（時価約300円相当）を窃取した。
またBは同日頃、名古屋市熱田区内のビル2階にあった会社管理倉庫に侵入し、同社代表取締役が管理していた入浴剤2箱（時価合計約2000円相当）を窃取した。
「（証拠隠滅の）後始末をうまくやれた」と思い込んでいたBは、事件後も無銭飲食を繰り返しつつ名古屋市内に留まっており、現場から逃走した直後も「早く遠くに逃げよう」とは思わず、まずタクシーで名古屋駅周辺に向かい、サウナで一泊した。
しかし、ビール瓶に残ったBの指紋を証拠に愛知県警が目星をつけていたため、事件2日後の2002年3月16日夕方に金山駅前で捜索中の警官に呼び止められ、逮捕された。当時52歳で、この時点で人生の半分近くの23年10カ月間を刑務所で暮らしていたBはこの日以降、二度と塀の外を歩くことはなかった。

## 捜査

### 事件発覚
被害者女性の内縁の夫は事件発生時刻の午前3時頃、妻の帰りが遅いのを心配し、妻の携帯電話にかけたが、誰も出なかった。そのため夫は午前7時半頃、現場スナックバーが入居する雑居ビルの管理者に連絡した。夫からの連絡を受け、ビル管理者の長女が午前8時40分頃に鍵を開けて店内に入ったところ、店内奥のカラオケコーナー付近の床で被害者女性が倒れているのを発見し、愛知県警察に110番通報したが、女性は既に死亡していた。遺体の首にコードが2，3回巻かれていたことから、愛知県警は中警察署に捜査本部を設置し、殺人事件として捜査を開始した。
遺体が発見された当時、第一発見者である管理者の長女は店が外から施錠されていたことを確認しており、店内にあったバッグにも複数本の鍵が残されていたことから、捜査本部は「犯人は合鍵などで施錠して逃走した」「合鍵を持つものなど顔見知りの者による犯行の可能性もある」とみて捜査したが、実際に逮捕されたのは被害者とはそれまで面識のなかったBだった。また、司法解剖の結果、死因はコードで首を絞められたことによる窒息死、死亡推定時刻は午前3時頃から午前8時半までの間であることが断定され、遺体の顔や首などには、壁や床にぶつけた際にできたとみられる内出血の痕跡もあったことが判明した。
雑居ビル周辺には、街頭などに多数の防犯カメラが設置されていたため、愛知県警はそれらの映像を記録したビデオの任意提出を受け、犯行時間帯とみられる14日未明から朝にかけて不審な人物が写っていないか解析を進めた。犯行後の店内には、客が使ったとみられるグラスがカウンターの上に遺されていたが、グラスから指紋は検出されなかったため、愛知県警は「客として店を訪れた犯人が接客中の女性を襲い、犯行後にグラスの指紋を拭き取った」とみて捜査した。店は月末に代金を振り込む会員制で、現金払いの客は少なく、レジスターはなかった。
店内には洗う前の使用済みグラスが2個あり、女性は片付けをする前に襲われたことが推測された。被害者は前年（2001年）夏にひったくりの被害にあって以降、店のドアの鍵の種類を変えたり、大金を持ち歩かないよう用心していたが、店内では女性のバッグが残されていた一方で、現金や財布が見つからず、小銭しか残っていなかったため、窃盗目的の犯行の疑いが強まった。遺体の着衣の一部には乱れがあったが、「盗みに入った何者かが性的暴行目的と偽装するために工作した」と推測された。
被害者女性の夫は朝になって店へ駆けつけ、既に通報を受けて駆け付けていた警察官らを押しのけて店に入り、妻の死を知った。夫は女性とは籍は入れていない事実婚の状況にあったが、前妻との間に生まれた2人の娘とともに幸せな家族生活を送っており、娘2人の独立を機に「夫婦でのんびり小料理屋でもやろうか」と話していた矢先の悲劇だった。
当時、名古屋市立大学で行われた被害者女性の司法解剖を担当した法医学者・長尾正崇は、遺体の状況などから犯人が被害者女性を絞殺した手口を再現した。その結果判明したのは、「コードを二重に首に回し、容易にほどけないように首の後ろでしっかりと結ぶ」という手口だった上、女性の首の左側には自らの爪で引っかいたような傷が二つあったことから、長尾は「コードを引きはがそうともがく女性を冷静に絞め続けた」と分析した。その上で、それまでに1000体以上の遺体の司法解剖を手掛けてきた長尾は、経験則から犯人像について「犯人には明確な殺意があり、人の命を奪うことに迷いがない」という結論を出した。
その後の現場検証で、現場に残された使用済みグラスの表面には、指紋を拭き取ったような形跡が見られ、指紋の検出は困難になっていたことが判明した。そのため捜査本部は、客として店を訪れてグラスを手にした犯人が証拠隠滅を図ったと推測した。また、店内からは被害者の自宅・自転車の鍵のほか、ドア用の2種類の鍵が1本ずつ見つかった。ドアは上下2か所で施錠する仕組みで、施錠されていたのは1か所だったことから、捜査本部は「犯人が犯行の発覚を遅らせるために店内の別の場所にあったスペアキーを持ち出し、外から施錠して逃走した疑いもある」と推測した。

### 被疑者Bを逮捕
事件翌日の2002年3月15日、事件直前の同年3月上旬に現場近くの別のスナックを客として訪れ「タレントと付き合いがある」と名乗っていた男Bが、この店の女性経営者が目を離した隙に現金4000円を盗んで逃走する窃盗事件を起こしていたことが判明した。
事件現場スナックで飲んでいたビール瓶に指紋の拭き残しがあったこと、客を装って店内にある金品を盗む手口などに加え、Bは1983年に無銭飲食などを繰り返した末に金に困り、殺人を犯して現場から金品を盗むという、類似性の強い経緯による殺人・窃盗事件を起こした前科があったことから、愛知県警は本事件との共通点に注目し、同日に被疑者Bを窃盗容疑で指名手配し、その行方を追った。
同日夜、名古屋市中区金山のスナックで無銭飲食をして逃げた男の遺留品から被害者女性の名刺が発見されたため、捜査本部は「スナックで無銭飲食をした男はBで、金山周辺に潜伏している」として、金山駅や同駅周辺の繁華街などに重点を置いて捜査した。
翌2002年3月16日午後4時半頃、金山駅北口付近の路上を捜索していた捜査員が路上を歩いているBを発見し、特別捜査本部が設置された中署に任意同行した。
中署は既に前述の窃盗容疑での逮捕状も用意していたが、取り調べで殺人事件について追及したところ、Bは「金を奪う目的で客を装い店内に入ったが、口論となったことから女性を殺害した」と供述し、容疑を認めたため、被疑者Bを強盗殺人容疑で逮捕した。
取り調べに対し、Bは性的暴行目的を装うために着衣を工作したことを認めたため、捜査本部は「捜査を混乱させる狙いがあった」とみて取り調べた。Bは逮捕された際、所持金はわずか10円しかなく、無銭飲食に使うための他人の名刺を数種類持っていた。
逮捕後、被疑者Bは事件翌日（2002年3月15日）にも窃盗目的で、同市熱田区内の別のスナックに客を装って訪れていたことが判明した。
被疑者Bが逮捕された2002年3月16日、名古屋市内の斎場で女性の葬儀が営まれ、夫は荼毘に付された妻の骨片の一部を「これからも一緒だ」と、自ら口に押し込んで飲み込んだ。その直後、夫の携帯電話に愛知県警の捜査員から電話がかかり、被疑者としてBが逮捕されたという一報を知った。
2002年3月17日までの捜査の結果、逮捕されたBは事件直前に現場周辺で無銭飲食を繰り返した際、19年前の1983年2月に長野県諏訪市内で起こした殺人・死体遺棄事件の際や、1999年に詐欺容疑などで逮捕された際と同じ偽名を使用していたことが判明した。

### 起訴
2002年4月5日、名古屋地方検察庁は被疑者Bを強盗殺人容疑で名古屋地方裁判所に起訴した。

## 刑事裁判

### 第一審・名古屋地裁

#### 初公判
刑事裁判の初公判は2002年5月28日、名古屋地方裁判所（三宅俊一郎裁判長）で開かれた。
検察側は冒頭陳述で、「被告人Bは本事件直前にもスナックなどで、生活費目的で約30件の窃盗を繰り返していた。Bは被害者を殺害した際、強盗目的を隠蔽するため、被害者の着衣を乱すことで性的暴行目的の犯行に見せかける偽装工作をした」などと主張した。
開廷から約20分が経過した検察側の冒頭陳述朗読中、傍聴席最前列で傍聴していた、被害者と事実婚関係にあった内縁の夫が突然立ち上がり、「てめえ、この馬鹿野郎。俺が殺してやる」と叫び、傍聴席と被告人Bらを隔てる柵から身を乗り出し、Bに背後から襲い掛かり、左顔面・背中に殴りかかった。
夫はすぐに刑務官によって引き離され、三宅裁判長に退廷を命じられた。この騒ぎにより公判は約5分間中断したが、被告人Bは公判再開後も動揺した様子はなく、正面を向いたまま冒頭陳述を聞き続けた。名古屋地裁総務課の担当者は『中日新聞』（中日新聞社）の取材に対し「（被害者遺族が被告人に殴りかかった本事件に関して）こんな例は少なくともこの裁判所で起きたことは聞いたことがない」と回答した。
『東京新聞』（中日新聞社）朝刊社会面の連載特集記事（2014年1月13日付）によれば、内縁の夫はその後、被告人Bに怪我がなかったため不起訴処分になった。
同日の罪状認否で、被告人Bは「間違いありません」と起訴事実を認めた上で、「取り調べでは『殺してでも金を取ろう』という意図は否定していたが、本当は入店した時点からそうしようと思っていた」と述べた。
検察側は同日、「被告人Bは19年前にも殺人事件を起こしており、このようなむごい殺し方を2回もできる男がこの世にいること自体が理解できない」とする被害者の夫の供述調書を、名古屋地裁に証拠提出した。

#### 強盗目的を否定
2002年10月8日の第4回公判における被告人質問で、被告人Bは弁護人に相談もせず、それまでと一転して「被害者を殺した後に金を奪うことを考えた」と主張し、強盗殺人罪を否定し、単純殺人に相当することを主張した。
被告人Bは逮捕から1週間後、強盗目的の犯行を認めていたが、これについては「夜遅くまでの取り調べが続き、もうどうでもいいと思った」と説明した。

#### 死刑求刑
第一審は2003年（平成15年）2月19日に結審し、同日の論告求刑公判で検察側は被告人Bに死刑を求刑した。
検察側は論告で、「被告人Bは、犯行手段が酷似した殺人事件で服役した前科があり、更生の機会を与えられながら再犯した」などと主張した。
同日、弁護人側は最終弁論で「大声を出して抵抗する被害者を黙らせようと首を絞めたが、この時点では金品を奪い取る決意はなかった」として殺人・窃盗などの併合罪が妥当と主張し、その上で量刑選択においては死刑・無期懲役を回避し、有期懲役刑に留めるよう主張した。
第一審判決を前に被告人Bは収監先の名古屋拘置所に面会に訪れ続けていた牧師へ「（懲役刑で）岐阜刑務所に入ると思います。20年近い務めに入ることは間違いない」と語っており、この時は死刑になることは想定していなかった。

#### 無期懲役判決
2003年5月15日に判決公判が開かれ、名古屋地裁刑事第5部（伊藤新一郎裁判長）は被告人Bに無期懲役判決（求刑：死刑）を言い渡した。
名古屋地裁は判決理由で、被告人Bの犯罪事実を検察側の主張通り「金品を強取する目的で被害者を殺害した」と事実認定し、強盗殺人の犯意を否定した被告人Bの主張を退けた。
その上で、「強盗殺人罪の成立を否定する態度、1983年の殺人前科など、さまざまな情状を吟味すればBは反省・悔悟の情に乏しい。再犯の可能性を否定し難く、極刑適用も考えられる」と断罪した一方で、「Bは入店した当時、無銭飲食をした上で店の売上金などを盗む窃盗目的はあったが、検察側が主張するように当初から強盗殺人の犯意があったわけではなかった」として、犯行の計画性を否定した。
加えて、量刑選択理由で「Bはいったん売上金など金品を盗むことを諦めて逃走しようとしたが失敗し、女性に店の出入り口扉を施錠されたため、『女性を殺害して売上金を奪って逃走するほかない』と心理的に追い詰められた末に犯行に及んだ。現場にあったカラオケのマイクコードで首を絞めた手口からは計画性は認められない」と認定した上で、「命を奪う『究極の刑罰』に決めるには疑いが残る。終生贖罪に当たらせることが相当である」として、検察側の死刑求刑を退けた。

##### 名古屋高裁に控訴
弁護人は当初『中日新聞』取材に対し「死刑が回避されたため実質的に目的は達成された。被告人には積極的に控訴を勧めることはしない」とコメントしたが、その後弁護人の勧めから被告人Bは有期懲役刑への減軽を求めて量刑不当を理由に名古屋高等裁判所に控訴した（2003年5月26日付）。被告人Bは判決後、面会に訪れていた牧師宛の手紙で「万が一の死刑判決を恐れてはいたが、これでもう少し生き永らえることができそうです」と、判決直前の不安・判決直後の安堵の心情を綴った。
被告人側控訴から2日後となる2003年5月28日には死刑を求めた名古屋地検も量刑不当を訴えて名古屋高裁に控訴した。
- 南部義廣・名古屋地検次席検事は『中日新聞』に対し「一連の犯行の悪質性・被告人の前科内容などに照らせば求刑通り死刑判決が言い渡されると考えていたので誠に遺憾だ。判決文の内容を精査して控訴するかを検討したい」とコメントしていた[新聞 40]。
- 判決公判時に傍聴席で被告人Bのみならず死刑を回避した名古屋地裁の裁判官らへの怒りに震えた被害者の内縁の夫は、この時に担当の検察官から「絶対に死刑にしてみせます」と声を掛けられていた[新聞 39]。

### 控訴審・名古屋高裁

#### 控訴審判決まで
名古屋高等裁判所における控訴審初公判を控え、新たに被告人Bの国選弁護人として就任した弁護士・太田寛は2003年7月、名古屋拘置所で被告人Bと面会した。
太田は有期懲役刑への減軽を狙い、被告人Bに対し「強盗殺人の事実関係は争わず、反省の態度を示そう」と提案した。
これは、第一審の被告人質問において被告人B自身が主張した「強盗殺人の意図はなかった」とする主張とは正反対のものではあったが、被告人Bも同意した。
被告人Bは控訴審公判直前、被害者の内縁の夫に謝罪の手紙を送ったが、第一審の法廷で「今でも考えることは妻のことばかり」「絶対に死刑にしてほしい」と訴えた夫は、その手紙をちり紙に使って捨てていた。
弁護人側は、被告人Bが獄中から牧師に送った「死んで償いたい」などと記された手紙を証拠提出し、また被害者の内縁の夫への手紙を「贖罪の心の証」と主張した上で、「被告人Bは犯行の計画性はなく、女性を静かにさせるために咄嗟に首を絞めた。逮捕後には贖罪の気持ちを深めており、有期懲役刑が相当である」と主張した。
一方で逆転死刑判決を目指した検察側は被害者遺族の死刑を望む思いを文書にまとめて対抗し、「被告人Bは1983年にも手口の似た殺人事件を起こして服役した前科があり、スナック入店時点で強盗殺人の犯意があった」として、第一審の無期懲役判決を破棄して死刑を適用するよう求めた。
控訴審では被告人Bが第一審から一転して強盗殺人の犯意を認めたために特段の争点はなく、2003年秋にわずか2回の公判で結審した。

#### 第一審破棄・逆転死刑判決
2004年（平成16年）2月6日に判決公判が開かれ、名古屋高裁刑事第1部（小出錞一裁判長）は第一審・無期懲役判決を破棄して検察側の求刑通り被告人Bに死刑判決を言い渡した。
名古屋高裁は判決理由で、犯行計画性の否定・犯行の悪質性・被害者遺族の峻烈な処罰感情などの点について、死刑を回避した第一審とほとんど同様の事実認定をなしたが、量刑理由では1983年の殺人前科を重視し、出所後も無銭飲食などを繰り返したことを挙げ「追い詰められたのは被告人Bが自ら招いた自業自得の結果であり、死刑を回避する事情には当たらない」、「冷酷残忍な犯行で、故意に人命を奪ったのがこれで2回目ということを留意せざるを得ない。無銭飲食・売上金窃盗などの犯罪を繰り返し、その金でサウナなどに宿泊するような無為徒食の生活を続ければ、いずれは起こるべくして起きた事件である。被告人Bは殺人前科による長期の服役後に更生機会を与えられたにもかかわらず、その後も同様の生活を続けた末に起こした事件であり、極刑は免れられない」と断罪した。
2004年10月に日本弁護士連合会が「死刑適用基準として引用されている最高裁判所の判例「永山基準」が1983年に示されて以降の死刑求刑事件の判例を研究した報告書」を取りまとめたが、その報告書内容によれば「殺害被害者数が1人の殺人事件においては身代金誘拐・保険金目当て・犯罪被害を届け出たことを逆恨みしてお礼参りした事例など計画性が高いか、以前に殺人事件を起こして無期懲役刑で服役したにも拘らずその仮釈放中に起こした事例を除き、死刑を宣告された事例は1件もない」という調査結果が出ていた。しかしその調査期間は発表前年（2003年）までで、この控訴審判決において「殺害被害者数1人、計画性は低い、無期懲役の前科なし」という条件で死刑を宣告された本件が初の「例外」となった。

##### 最高裁に上告
判決後、弁護人・太田寛弁護士は「承服できない判決。被告人とこれから打ち合わせて上告を勧めたい」とコメントした。
被告人Bは判決を不服として2004年2月17日までに最高裁判所に上告した。

### 上告審・最高裁第一小法廷

#### 上告中の被告人B周辺の環境
最高裁上告中の2004年5月、被告人Bは手紙で知り合った兵庫県内在住のキリスト教信徒の主婦だった50歳代女性と名古屋拘置所内で初めて面会した。その2か月後の2007年7月、被告人Bは女性と養子縁組し、「B」から女性の姓「K」に改姓した。
2004年8月、控訴審で被告人Bの国選弁護人を担当していた太田が体調を崩したため、国選弁護人が湯山孝弘に交代した。湯山は、名古屋拘置所で被告人Bと初めて面会した際、その人物像を「普通のおじさん」と受け取っており、面会を重ねるにつれてしばしばBが、自身や養母に対し「もう上告を取り下げたい」「償いが一番つらいし、生きていくのが辛い」と漏らした際には、「反省が足りない。生きて償うように努力しろ」と叱咤した。湯山は、死刑囚Bの人物像を「平気で嘘を言うやんちゃなワルだ。面会で彼に振り回されたこともある」と評しつつも、死刑執行直前まで面会・文通を続け、面会の度に「自分の犯した罪を真正面から受け止めろ」と諭すなど、最後まで1人の人間として向き合おうとし続けていた。
2004年の秋から冬頃、湯山は被告人Bとの面会中、持論の死刑廃止論を語ったが、これに対しBは「死刑制度はあった方がいい」と返した。その根拠は、人生の大半を獄中で過ごしてきた自身の体験を重ね合わせた「仮釈放のない終身制を死刑の代替手段として導入すれば、希望のない生活を続けることになるし、それは耐えられない」という考えに加え、「加害者は一日も早く事件を忘れたいが、被害者遺族は一生忘れられない。被害者・遺族の無念を晴らすためには死刑制度は必要だ」という理由だった。これはB自身、初公判の際に被害者遺族の内縁の夫に殴られた経験があることに加え、1994年に発生した少年犯罪・大阪・愛知・岐阜連続リンチ殺人事件で自身と同じく名古屋拘置所に収監され、後に死刑が確定した3被告人のうち1人と文通しており、その被告人も同事件の被害者遺族から峻烈な怒りを浴びていることを知っていたためだった。
死刑制度を是認するBの考えを知り、養母は湯山に宛てた相談の手紙で「死刑廃止の願いは被害者遺族のことを考えた上で始まる」と綴っており、後述のように病魔に侵されたために実現しなかったが、Bに殺された被害者女性の遺族と直接対面した上で謝罪することも希望していた。
養母の女性は2005年12月、それまで住んでいた大阪府内（新大阪駅の隣駅）近くのワンルームマンションを離れ、名古屋拘置所から約1kmの近場にあるマンションへと引っ越し、それ以降は頻繁に被告人Bと面会するようになった。しかし、Bの上告審口頭弁論公判直前となる2007年1月に体調を崩したため検査入院した結果、乳癌が肝臓に転移し、病状が深刻な状態に陥っていることが判明したため大阪に戻った。その後も養母は医師から余命宣告を受けつつも、被告人・死刑囚Bと頻繁に文通・面会を続けていたが、Bの死刑確定後の2008年5月に末期癌で死去した。
また被告人Bは、「養母」の女性と知り合った頃、養母以外にも名古屋市のミッション系短大の学校付き牧師を務める男性夫婦と知り合い、面会・文通をするようになった。この夫婦はBの死刑が確定した直後の2007年4月、第一子の女児を授かった。死刑囚Bの養母は生前、自分の死後の死刑囚Bの身元引受をこの夫婦に依頼しており、死刑囚Bは獄中で面会を重ねるうち、幼い夫婦の娘とはあだ名で呼び合うようになっていた。

#### 口頭弁論
2007年（平成19年）2月8日、最高裁判所第一小法廷（才口千晴裁判長）で上告審口頭弁論公判が開かれ、結審した。
被告人Bの弁護人側は、「殺害された被害者が1人の事件で死刑にするのは許されない」などと主張し、死刑判決の破棄を訴えた。
一方、検察側は「刑事責任は誠に重い」として、被告人B・弁護人側の上告を棄却するよう求めた。

#### 上告棄却判決で死刑確定
2007年3月22日に上告審判決公判が開かれ、最高裁第一小法廷（才口千晴裁判長）は控訴審の死刑判決を支持し、被告人Bの上告を棄却する判決を言い渡した。
この判決により、被告人Bの死刑判決が確定した。

## 死刑執行

### 死刑囚Bの死刑執行まで
2007年9月、当時の法務大臣・鳩山邦夫は「刑事訴訟法では死刑確定から半年以内の死刑執行が規定されているが、実際には履行されていない。その現状は正義に反する」という考えから、「死刑を自動的に執行できる方法はないか」という、いわゆる「ベルトコンベヤー発言」をし、物議を醸した。
死刑囚Bは死刑執行前の2008年（平成20年）春、鳩山宛に苦情を申し立てた上で、「（自らの臓器提供などで）救ってあげられる人がいたら、自分の贖罪にもなる」として、死刑囚が執行後に臓器提供をできる制度の制定などを求めた。しかし鳩山はBの死刑執行後、『東京新聞』の取材に対し「Bの名前に覚えはない」と回答した。
同年、参議院議員・福島瑞穂ら弁護士・識者らが死刑囚を対象に実施したアンケートで、死刑囚Bは「私は『自分が生きているうちに死刑廃止はない』と思い、鳩山法相（当時）に『死刑囚から願い出があった時は、臓器移植・検体ができる制度を法制化していただけるよう』、昔でいう請願をしました。それから1年が経とうとしますが、未だ返信がありません」、「死刑執行の際に死刑囚の実名が公表されると、死刑囚の親族の生活が穏やかでなくなります。私から鳩山さんを見ましたら違った意味で死神に見えます。『今日、何人の死刑が執行された』だけの発表でよいのではないでしょうか」と回答した。
死刑確定から1年となる2008年5月1日、死刑囚Bと養子縁組していた「養母」の支援者女性が末期癌のため、入院先の病院で死去した。
「Bは『もう死刑でいい』と発言してはいるが、本心では死刑執行を恐れている」と感じ取った上告審の国選弁護人・湯山孝弘は、養母の死去から半年後の2008年12月、死刑囚Bの恩赦を出願した。その後、翌2009年（平成21年）5月には死刑囚Bから湯山宛に再審請求を望む趣旨の内容の手紙が届いたが、湯山が「まだ恩赦の結果が出ていないし、再審請求となれば新証拠が必要となるため軽々には踏み切れない」として、面会でBから真意を尋ねたところ、Bは「一時の気分で言っただけで本心から望んではいない」と回答した。
2010年（平成22年）9月に「恩赦不相当」の結果が出たため、湯山は死刑囚Bと面会を続けていた牧師の「Bは事件当時とは別人と言ってよいほど更生している」とする上申書を添え、直ちに2度目の恩赦出願をしたが、死刑執行の5カ月前となった2012年（平成24年）9月に棄却された。

### 死刑執行
2013年（平成25年）2月21日、法務大臣谷垣禎一が発した死刑執行命令により収監先・名古屋拘置所で死刑囚Bの死刑が執行された。62歳没、死刑確定から5年10カ月が経過していた。
死刑囚Bの遺体は引き取り手となる親族がいなかったため名古屋拘置所が火葬し、遺骨は所属した名古屋市昭和区内のキリスト教会に引き取られた。
名古屋拘置所関係者によれば、死刑囚Bは死刑執行時に特に取り乱すことはなく「死を待ち続ける生活に疲れました」と言い残した上で、亡き養母が生前に差し入れた現金の使い道について「死刑執行まで面会を続けてきた牧師一家の一人娘が小学校入学を控えているので、そのランドセル代3万円を渡してほしい」とも遺言した。
同日には奈良小1女児殺害事件（大阪拘置所）・土浦連続殺傷事件（東京拘置所）の各死刑囚も含めて計3人の死刑が執行されたが、死刑執行を各マスメディアが速報した際には、社会を震撼させたこの2つの殺人事件の死刑囚らが注目された一方で、ある民放キー局のテロップでは「奈良小1女児殺害事件の死刑囚、土浦連続殺傷事件の死刑囚『ら』3人」と表記されたように、Bの死刑執行はその「ついで」のように報じられ、翌日以降の続報もほとんどなかった。
また、Bの実兄はテレビのニュース速報で弟の死刑執行を知ったが、そのニュースでは本来の旧姓の読み「B」ではなく、同じ漢字表記の「M」と読み間違えられていたという。

### 死刑執行を受けた関係者の反応
事件の初公判で被告人Bに殴り掛かり、その後もBの死刑を望んでいた被害者の内縁の夫は、死刑囚Bの死刑執行後に『東京新聞』の取材に対し「死刑執行は当然だとは思うが、最近は事件を振り返るのがつらい」と語った。
死刑囚Bが1983年に諏訪市で起こした殺人事件の捜査時、事件現場付近で聞き込みなどを担当した当時の長野県警捜査員は、『読売新聞』取材に対し、「Bが名古屋市で再び殺人を犯したと聞いたときは『またか』と思った。犯罪抑止の観点からも死刑制度は存続すべきだ」と語った。
また、諏訪市の事件現場付近で旅館を経営していた70歳代女性も、「事件はおぼろげに記憶している程度だが、被害者とは同じ旅館組合で付き合いがあり、『しっかりした感じの人』という印象だった。（Bの死刑執行については）殺人を再び繰り返した罪は重いとは思うが、死刑とは別の形で償ってほしかった」と語った。

### 刑事裁判の判決文
- 名古屋地方裁判所刑事第5部判決 2003年（平成15年）5月15日 、平成14年(わ)第800号、『強盗殺人、詐欺、窃盗被告事件』。
  - 判決内容：無期懲役（求刑死刑、検察・被告人側控訴）
  - 裁判官：伊藤新一郎（裁判長）・後藤眞知子・高橋信幸
- 名古屋高等裁判所刑事第1部判決 2004年（平成16年）2月6日 、平成15年(う)第308号、『強盗殺人、詐欺、窃盗被告事件』。
  - 判決内容：原審破棄・死刑判決（被告人側上告）
  - 裁判官：小出錞一（裁判長）・久保豊・手﨑政人
- 最高裁判所第一小法廷判決 2007年（平成19年）3月22日 『最高裁判所裁判集刑事編（集刑）』第291号235頁、平成16年(あ)第583号、『強盗殺人、詐欺、窃盗被告事件』「死刑の量刑が維持された事例（名古屋のスナック店主強盗殺人等事件）」。
  - 判決内容：被告人側上告棄却・死刑判決確定
  - 最高裁判所裁判官：才口千晴（裁判長）・横尾和子・甲斐中辰夫・泉徳治・涌井紀夫

### 書籍
- 『命の灯を消さないで 死刑囚からあなたへ 105人の死刑確定者へのアンケートに応えた魂の叫び』インパクト出版会、2009年9月10日、89-90頁。ISBN 978-4755401978。
- 年報・死刑廃止編集委員会『ポピュリズムと死刑 年報・死刑廃止2017』2017年10月15日、194頁。ISBN 978-4755402807。